# Cassins duif
De Cassins duif (Leptotila cassinii) is een vogel uit de familie Columbidae (duiven).

## Verspreiding en leefgebied
Deze soort komt voor van Guatemala tot noordelijk Colombia en telt 3 ondersoorten:
- Leptotila cassinii cerviniventris: van oostelijk Guatemala tot westelijk Panama.
- Leptotila cassinii rufinucha: zuidwestelijk Costa Rica en noordwestelijk Panama.
- Leptotila cassinii cassinii: van Panama tot noordelijk Colombia.